# Dirección URL simulada
Una Dirección URL simulada es una  página web que se muestra como otra página web. A veces aplica un mecanismo que aprovecha errores en la tecnología del navegador web, permitiendo un ataque informático malicioso. Este tipo de ataques son más eficaces contra los equipos que carecen de las últimas revisiones de seguridad. Otros están diseñados con el propósito de ser una parodia.
Durante este ataque, un usuario inocente visita un sitio web y ve un URL familiar en la barra de direcciones como http://www.wikipedia.org pero dicha página, en realidad, está enviando la información a un lugar completamente diferente que generalmente puede ser rastreado por un ladrón de información. Cuando se solicita información delicada de un sitio Web fraudulento, recibe el nombre de phishing.
Durante este ataque, un usuario inocente visita un sitio web y se dirige a un hipervínculo desde otro sitio Web.
En otra variación, una página web puede verse como la original, pero en realidad es una parodia de ella. En su mayoría son inofensivos, y perceptiblemente son diferentes a la original, ya que no explotan los errores de la tecnología del navegador web.
Esto también puede ocurrir en un archivo hosts. Se puede redirigir de un sitio a otra IP, la cual podría ser una página web falsificada.

## Seguridad cibernética
La suplantación de identidad es el acto de engaño o truco. Los URLs son las dirección de un recurso (como un documento o sitio Web) en Internet que consisten en un protocolo de comunicaciones seguido por el nombre o la dirección del ordenador en la red y que a menudo incluyen información adicional de localización (como nombres de archivos y directorios).  Más fácilmente, una URL simulada es una dirección que muestra una cantidad inmensa de engaño a través de la capacidad que tiene de parecerse a un sitio original, a pesar de no ser uno. Para evitar ser víctima de estafas frecuentes de URL ' s simuladas, empresas importantes de software han avanzado y recomiendan técnicas para detectar y prevenir URLs simuladas.

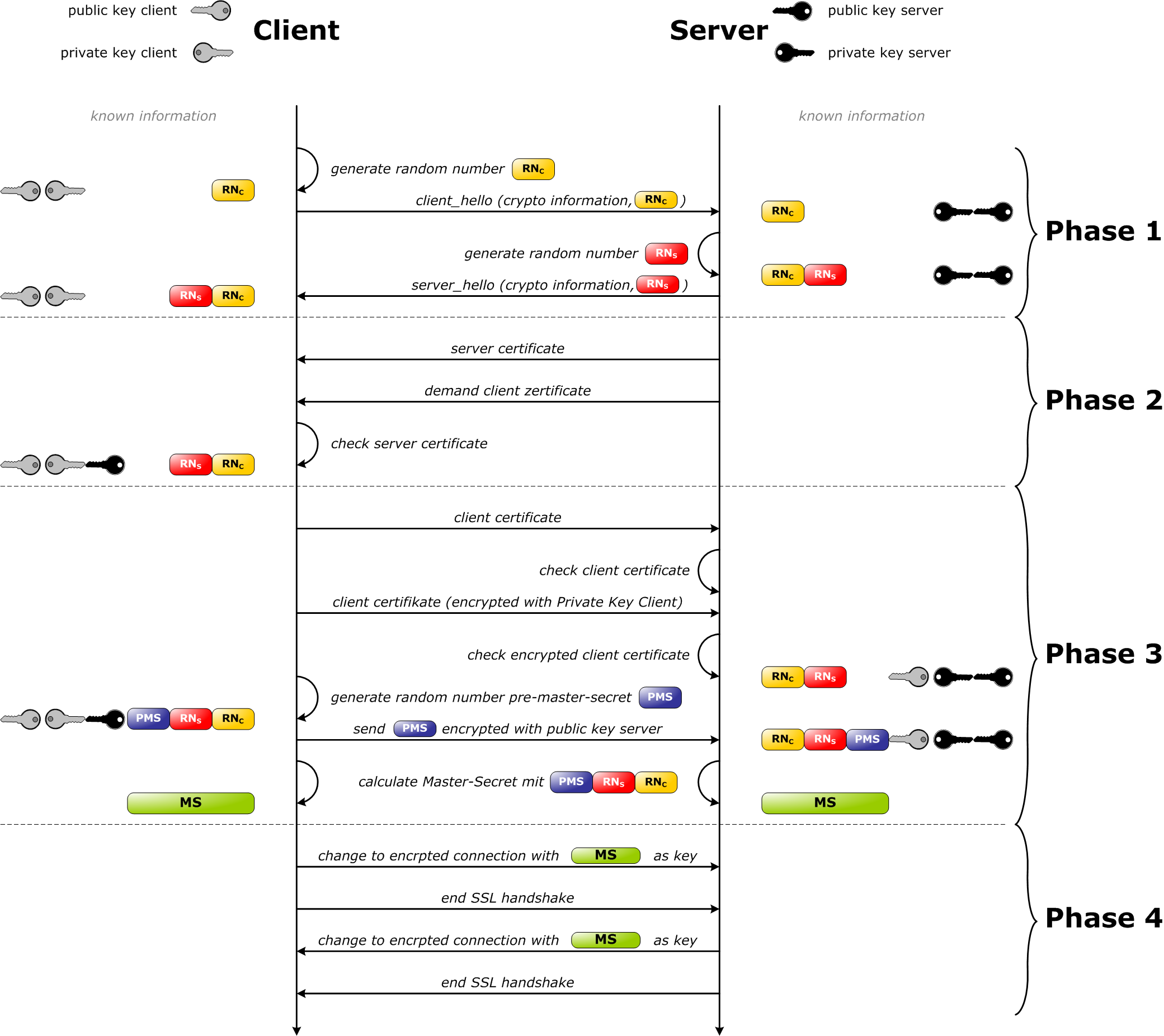
Handshake de SSL con dos vías de autenticación certificadas

## Detección
Para evitar que los delincuentes accedan a información personal, como información sobre la tarjeta de crédito, números de cuenta bancaria/enrutamiento y su número de teléfono, dirección, etc.  Es importante aprender y entender cómo se pueden detectar estos sitios falsos. Es muy importante que primero se verifique el nombre del sitio en un certificado digital mediante el uso de SSL/TLS. Siempre trate de identificar el URL real de la página web donde te encuentras. Asegúrese de que es capaz de ver la URL completa para cualquier hipervínculo, y así poder examinar la dirección. Algunos caracteres que se encuentran comúnmente en la URL de una página web falsificada son: % 00, % 01, @. A veces este tipo de sitios web pueden diferir por una sola letra o número de la URL real. Además, configura la seguridad de Internet a un nivel alto para asegurar que el equipo está protegido contra posibles ataques en sitios falsos. En general, solo ingrese datos en un sitio Web si el nombre ha sido verificado con el certificado digital. También, si usted tiene cualquier preocupación sobre la confidencialidad de un sitio web abandone la página inmediatamente.

## Prevención
El URL falsificado, definición de identidad universal para phishing, representa una seria amenaza para los usuarios finales e instituciones comerciales. El correo electrónico sigue siendo la vía preferida para perpetrar tales estafas debido, principalmente, a su uso generalizado combinado con la habilidad de duplicarla fácilmente. Varios enfoques, genéricos y especializados, se han propuesto para abordar este problema. Sin embargo, las técnicas de phishing, en ingenio y sofisticación, hacen que estas soluciones sean débiles. Con el fin de evitar que los usuarios sean futuras víctimas dentro de una dirección URL falsificada, vigilantes clandestinos de Internet han publicado numerosos consejos para ayudar a los usuarios a identificar una parodia.

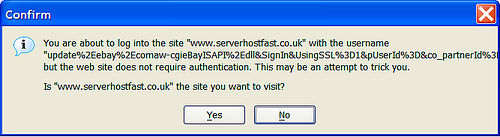
Alerta de phishing en Firefox

Los más comunes son: usar la autenticación basada en el intercambio de clave entre las máquinas de la red, utilizando una lista de control de acceso para denegar  direcciones IP privadas en la interfaz downstream, aplicación de filtros de tráfico entrante y saliente, configurar routers y switches, si soporta tal configuración, rechazar paquetes originados afuera de la red local que pretenden ser provenientes de adentro, y habilitar sesiones cifradas en el router para que los hosts confiables que están fuera de la red puedan comunicarse de manera segura con sus hosts locales.  En última instancia, la protección viene del usuario individual. Mantenerse al día con nuevas técnicas de simulación o estafas permitirá identificar una estafa fácilmente y lo más importante, mantener la información segura y personal.

### Objetivos susceptibles
PayPal, una empresa de comercio electrónico que permite hacer transacciones de dinero a través de Internet, es una blanco común para URLs simuladas. Esta falsificación de un sitio web legítimo de PayPal le permite a los hackers obtener información personal y financiera y así, robar el dinero a través de fraude. Junto con los correos electrónicos falsos o simulados que aparecen con un saludo genérico, faltas de ortografía y un falso sentido de urgencia, URLs simuladas son una manera fácil de que los hackers violen la privacidad de PayPal. Para combatir estas URL engañosas, asegúrese de que solo introduzca su contraseña de PayPal en las páginas de Paypal que comienzan con  https://www.paypal.com/, y aunque una URL simulada puede contener la palabra PayPal, esto no significa que es confiable. Por ejemplo, de www.paypalsecure.com, incluye el nombre, pero es una URL simulada diseñada para engañar. Recuerde siempre iniciar sesión en PayPal a través de una nueva ventana en el navegador y nunca entrar a través de correo electrónico. En el caso de que usted reciba una sospechosa página o correo simulados, reenviar el correo electrónico a la cuenta oficial de PayPal para ayudar a prevenir sobre dicha URL y así evitar que engañe a otros usuarios de PayPal.

## Delitos comunes
Un gran crimen asociado con una URL simulada es el  robo de identidad. El ladrón hará un sitio web con una URL simulada y que es parecida a la página donde el usuario está tratando de ir, cuando se ingresa a esa página web, parece casi idéntica. Entonces, si el usuario está comprando y accede a toda su información para pagar los artículos, sin querer darán al ladrón la información de su  tarjeta de crédito y de identidad. Los sitios web publicarán productos a precios "demasiado buenos para ser verdad" y atraer a aquellos que son nuevos en internet y que están buscando buenos negocios. Crímenes como estos ocurren con bastante frecuencia y ocurren con más frecuencia durante el tráfico en línea comercial más pesado del año, entre las fiestas de  acción de gracias y Navidad.
Otro delito asociado con la URL simulada es la creación de un software anti-malware falso. Un ejemplo de esto sería Ransomware, un software anti-malware falso que bloquea archivos importantes para el equipo y obliga al usuario a pagar un rescate para recuperar los archivos. Si el usuario se niega a pagar, después de cierto período de tiempo, Ransomware borrará los archivos de la computadora, esencialmente hace que el ordenador se bloquee. Estos programas aparecen generalmente en anuncios de sitios web populares, tales como sitios de citas e incluso redes sociales como Twitter y Facebook. Además, estos pueden ser subidos como archivos adjuntos en los correos electrónicos vinculados al phishing. Fraudes de Phishing también son otra manera en la que los usuarios pueden ser engañados con estafas (véase abajo).

## Phishing
Phishing es una estafa en la que un usuario de correo electrónico es engañado para que revele información personal o confidencial que el estafador puede utilizar ilícitamente. El Phishing es la acción de fraude en donde se envía un correo electrónico a un individuo, con la esperanza de buscar información privada utilizada para robo de identidad, afirmando ser un negocio legal reconocido. El Phishing se realiza por medio de mensajes de correo electrónico que contienen una dirección URL simulada, que lleva a un sitio Web. Ya que generalmente aparece en el formulario de correo electrónico, es fundamental no confiar solamente en la dirección del campo "de" con el fin de evitar el phishing. Los usuarios también deben verificar faltas de ortografía en las direcciones URL de sitios web, ya que estas son otra señal común para identificar un correo electrónico fraudulento. El sitio Web cuyas URL´s están en la solicitud de correo electrónico individuales, ingresan información personal para que empresas pueden actualizar en su sistema. Esta información a menudo incluye contraseñas, números de tarjeta de crédito, seguridad social y números de cuentas bancarias. A su vez los destinatarios del correo electrónico están dando a estos negocios falsos la información que las empresas verdaderas ya tienen.